# Yuta Okaya
Yuta Okaya (* 12. Juli 1999 in Tokio) ist ein japanischer Motorradrennfahrer.

## Statistik

### In der Supersport-300-Weltmeisterschaft
(Stand: Saisonende 2022)
| Saison | Team            | Motorrad           | Rennen | Siege | Zweiter | Dritter | Poles | Schn. Runden | Punkte | Ergebnis |
| ------ | --------------- | ------------------ | ------ | ----- | ------- | ------- | ----- | ------------ | ------ | -------- |
| 2019   | DS Junior Team  | Kawasaki Ninja 400 | 6      | –     | –       | –       | –     | –            | 1      | 41.      |
| 2020   | MTM Racing Team | Kawasaki Ninja 400 | 14     | 1     | –       | 1       | 1     | –            | 89     | 10.      |
| 2021   | MTM Racing Team | Kawasaki Ninja 400 | 16     | –     | –       | 3       | –     | –            | 140    | 5.       |
| 2022   | MTM Racing Team | Kawasaki Ninja 400 | 12     | 1     | 1       | 2       | 1     | 1            | 129    | 7.       |
| Gesamt | Gesamt          | Gesamt             | 48     | 2     | 1       | 6       | 2     | 1            | 359    |          |

### In derSupersport-Weltmeisterschaft
(Stand: Saisonende 2023)
| Saison | Team                             | Motorrad              | Rennen | Siege | Zweiter | Dritter | Poles | Schn. Runden | Punkte | Ergebnis |
| ------ | -------------------------------- | --------------------- | ------ | ----- | ------- | ------- | ----- | ------------ | ------ | -------- |
| 2023   | Prodina Kawasaki Racing WorldSSP | Kawasaki Ninja ZX-6 R | 16     | –     | –       | –       | –     | –            | 0      | –        |
| Gesamt | Gesamt                           | Gesamt                | 16     | 0     | 0       | 0       | 0     | 0            | 0      |          |